# ZinTrick
ZinTrick est un jeu vidéo de puzzle développé par ADK et édité par SNK en 1996 sur Neo-Geo CD (NGM 211),,. Une version illégale du jeu, un Hack est également sortie en 1996 au format Neo-Geo MVS,,. Pendant la production, le prototype du jeu était appelé Droppers.